# Journal of the Chemical Society
Journal of the Chemical Society fue una revista científica del Reino Unido, publicada desde 1862 hasta 1877, y desde 1926 hasta 1965, por la Chemical Society que se fusionó en 1980 con otras sociedades científicas de química para formar la Royal Society of Chemistry (RSC).

## Evolución
Ha habido varias revistas de la Chemical Society con títulos que incluyen las palabras Journal of the Chemical Society:
- Journal of the Chemical Society, Chemical Communications (1972-1995)
- Journal of the Chemical Society D: Chemical Communications (1969-1971)
- Journal of the Chemical Society, Dalton Transactions (1972-1996)
- Journal of the Chemical Society A: Inorganic, Physical, Theoretical (1966-1971)
- Journal of the Chemical Society, Faraday Transactions 1: Physical Chemistry in Condensed Phases (1972-1989)
- Journal of the Chemical Society, Faraday Transactions 2: Molecular and Chemical Physics (1972-1989)
- Journal of the Chemical Society A: Inorganic, Physical, Theoretical (1966-1971)
- Journal of the Chemical Society, Abstracts (1878-1925)
- Journal of the Chemical Society, Transactions (1878-1925)
- Journal of the Chemical Society, Perkin Transactions 1 (1972-1996)
- Journal of the Chemical Society, Perkin Transactions 2 (1972-1996)
- Journal of the Chemical Society B: Physical Organic (1966-1971) - véase Perkin Transactions
- Journal of the Chemical Society C: Organic (1966-1971) - véase Perkin Transactions
- Quarterly Journal of the Chemical Society (1849-1862)

## Historia
A lo largo de su historia, la revista ha cambiado de nombre varias veces:
- Memoirs of the Chemical Society of London, (1841) ISSN 0269-3119[1]
- Proceedings of the Chemical Society, (1842-1843).
- Memoirs and Proceedings of the Chemical Society of London, (1843-1848) ISSN 0269-3127[2]
- Quarterly Journal of the Chemical Society, (1849-1862) ISSN 1743-6893[3]
- Journal of the Chemical Society, (1862-1877)[4]
- Journal of the Chemical Society, Transactions, (1878-1925) ISSN 0368-1645[5]
- Journal of the Chemical Society, (1926-1965)[6]

En 1965, la revista se divide en varias publicaciones, cuyos títulos actuales son:
- Chemical Communications
- Dalton Transactions
- Physical Chemistry Chemical Physics
- Organic & Biomolecular Chemistry